# Hypercompe kinkelini
Hypercompe kinkelini là một loài bướm đêm thuộc phân họ Arctiinae, họ Erebidae.